# Valtatie 15
Pour les articles homonymes, voir Route nationale 15.
La route nationale 15 (en finnois : Valtatie 15, en suédois : Riksväg 15) est une route nationale de Finlande menant de Kotka à Mikkeli.
Elle mesure 158 kilomètres de long.

## Trajet
La route nationale 15 traverse les villes et (municipalités) suivantes :
Kotka – Kouvola – (Mäntyharju) – (Suomenniemi) – Ristiina – Mikkeli.